# 韩国移民
由于韩国民众强烈反对移民，因而韩国实施限制性移民政策，导致了韩国移民人数较低。然而，近几年来韩国的移民数量总体呈上升趋势。2019年，在韩外国居民人数占韩国总人口的4.9%。根据联合国统计，2019年韩国的外国居民出生人口占韩国总人口的2.3%，低于世界平均水平（世界平均水平为3.5%）。

## 历史

### 自动获得韩国国籍的要求
父母中至少有一名为韩国人，无论孩子决定选择与外籍父母一样的非韩国国籍，还是出生国国籍（在韩国境外出生的情况），从出生起都能够自动获得韩国国籍。

### 一般入韩国籍的要求
- 必须连续五年以上在韩国有住址。
- 根据韩国民法规定，入籍者必须为法定成年人。
- 必须具有良好品德。
- 必须自身有维持生活的能力。如拥有个人资产，或者某项能在韩国维持生存的技能。此外，申请人必须掌握作为韩国国民应该了解的基础知识，例如对韩国语言、习俗和文化的了解。

2007年，联合国宣布韩国为移民接收国。在韩外国人数量从1997年的39万人增加到2007年的100万人。这100万人中有63万临时工，以及与韩国国籍拥有者结婚的10万外国人。此外，还有23万非法移民。
这些移民者主要来自于中国、越南、蒙古、菲律宾、泰国、乌兹别克斯坦等亚洲国家。除此之外，还包括来自尼日利亚、加纳、俄罗斯和美国的移民者。
在名义上，韩国政府表示希望创造一个多元文化社会和对外国人友好的社会环境。

### 当前韩国的移民政策问题
在韩国出台的国家移民政策计划中，韩国政府表示：“世界级的韩国”欢迎外国人。但有批评者认为，韩国政府的目标和政策从根本上看是存在歧视性的。这种歧视性源自于韩国社会中一直隐性存在的种族主义和民族主义。为了对上述问题进行回应，韩国政府在2014年4月出台了新的移民规定。规定要求，想要入籍的外籍配偶必须通过韩语能力测试，并且获得1.4万美元的最低工资，才能具有移民的资格。
临时工和非法移民者问题
自1991年以来，有大量的外籍工人开始来到韩国务工。
1992年，约有1万名亚洲工人通过一些培训项目来到韩国。
1996年6月，韩国共有5万7千名项目受训人员。尽管此类培训项目发展迅速，但同时也存在了很多问题。由于工资差异，培训生成为了无证工人（在韩国，无打工证进行劳动属于非法劳动），他们不被视为劳动者，所以不受韩国《劳动基准法》的保护。
自2004年以来，韩国政府一直维持着对外国人的“就业许可计划”。从法律上讲，外国人被允许进入韩国进行工作，主要是为了从事低工资的工作，被排除在社会服务之外。
除此之外据韩国民意调查显示，韩国国民对外籍工人的歧视态度仍然存在。
移民者人权收到侵犯问题
在韩国，有许多关于合法和非法移民的报道。非法移民者因为签证的问题或某些误解而被长期关在韩国的许多监狱里。
多文化家庭中的外籍新娘及子女问题
在韩国，外籍新娘和她们的子女正逐渐成为一个重要的政治问题。韩国社会对外国人的歧视根深蒂固，因此许多韩国人对移民者越来越多的情况表示担忧。
对于外籍新娘越来越多的情况，一些问题也随之而来。例如，如果有虐待外籍新娘的情况发生，不仅会引发国内与国际舆论问题，还会造成外交紧张。除此之外，关于外籍新娘出现的问题，其实大部分注意力仍旧集中于出生率上。也就是说，外籍新娘问题的本质依旧是“妻子输入”而并非“移民”问题。
在韩国，Kosian或onnurian（韓語：온누리안）指的是混血儿。这个单词最常是指父亲是韩国人，母亲是东南亚人的孩子。Kosian一词于1997年被创造出来，是在1997年由多文化家庭创造的，用来指代自己。随着国际婚姻在韩国及世界越来越普遍，它的使用在21世纪初开始普及。但这个词现在被一些人认为具有冒犯性，因此他们更喜欢简单直接的称自己是韩国人。 据调查显示，韩国男性与俄罗斯、乌兹别克斯坦和吉尔吉斯斯坦等国家的女性结婚的比例明显更高。除此之外，西方人和韩国人结婚的数量也在不断增加。由于成为韩国人的配偶比其他方式更容易获得韩国国籍，因此，这也鼓励了每年成千上万韩国人的外籍配偶入籍。
自2003年以来，为了容纳快速增长的移民人数并制定包容和合理的移民政策，韩国政府就是否设立独立的移民局的问题提出了讨论，但没有取得进展。
根据联合国关于国际移民统计的建议（1998年修订），长期国际移民是指一个人进入一个国家后，在那里建立惯常居住地一年以上后记录就是长期国际移民。因此，韩国政府在制定新政策时，应将移民劳工和非法移民者的子女纳入外国移民者相关保护政策中。
韩国是1951年《难民地位公约》的签署国。韩国政府是决定谁有资格获得韩国移民身份的最终权力机构。
外来务工人员

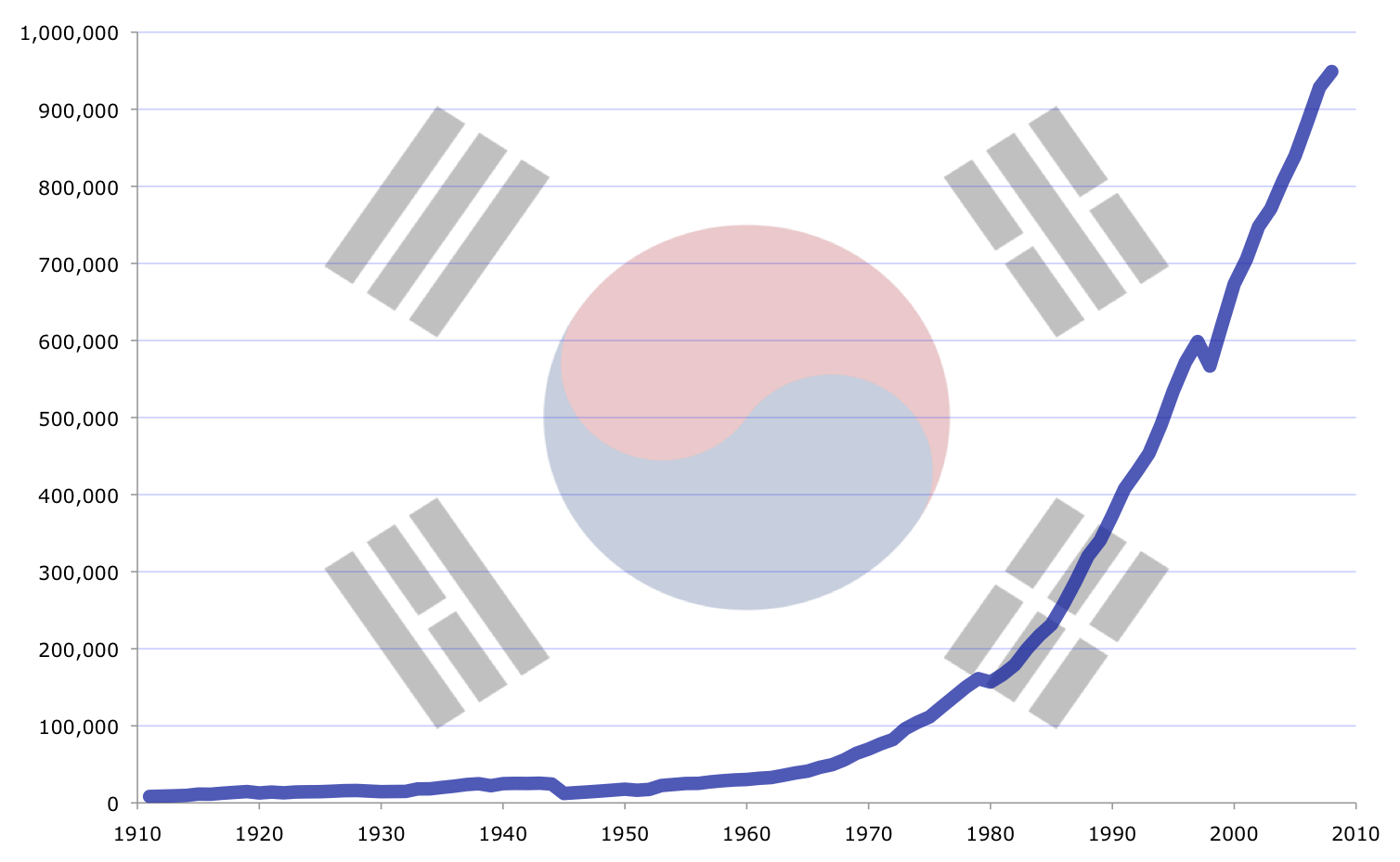
在不到半个世纪的时间里，韩国的经济几乎不间断的从接近零增长到超过1万亿美元。

2007年之前，韩国一直是移民的净输出国，向美国、德国和中东地区输送农民、矿工、护士和工人等劳工。
截至2019年，韩国侨民人数为74.9万人，其中有25.4万人在美国，有24.6万人在中国。20世纪60年代开始，韩国经历了政府主导的快速经济增长，被称为“汉江奇迹”。直到20世纪80年代末，韩国之所以能够在没有外籍劳动力的情况下维持经济的增长，其根本原因在于韩国社会年轻人口多，工资低。
但从20世纪90年代开始，韩国急剧下降的出生率和不断上涨的劳动力成本造成了劳动力短缺。特别是在所谓的“3D工作”（即“肮脏（dirty）、危险（dangerous）和困难（difficult）”的工作）方面，劳动力十分稀缺，这种情况导致了韩国对外籍劳动力的需求逐渐增高。
除此之外，韩国的经济发展和城市化加速现象导致了许多人离开农村地区，搬到城市。由于许多韩国老年人仍然坚持的传统儒家规范，即长子必须和父母住在一起，还有农村地区妇女长期短缺等问题，国际婚姻的出现开始填补对农村对于人口需要的这一需求。许多外籍移民工人住在京畿道的工业郊区。如京畿道的始兴市和安山市，那里的外籍人口数占韩国外籍总人口的7.6%。

## 统计

### 移民者国籍
截至2019年12月为止，韩国共有2,524,656名外籍居民。这些数字不包含已入籍并且获得韩国公民身份的在外国出生的公民。
2019年，入籍韩国的总人数超过20万。其中，有792,853人是在韩的短期居民。
|    | 国家         | 2021年（8月） | 2019      |
| -- | ------------ | ------------- | --------- |
| 1  | 中国         | 851,615       | 1,101,782 |
| 2  | 越南         | 209,839       | 224,518   |
| 3  | 泰国         | 174,052       | 209,909   |
| 4  | 美国         | 145,724       | 156,982   |
| 5  | 乌兹别克斯坦 | 66,181        | 75,320    |
| 6  | 俄罗斯       | 48,511        | 61,427    |
| 7  | 菲律宾       | 47,592        | 62,398    |
| 8  | 柬埔寨       | 41,239        | 47,565    |
| 9  | 蒙古         | 37,963        | 48,185    |
| 10 | 尼泊尔       | 37,092        | 42,781    |
| 11 | 印度尼西亚   | 34,514        | 48,854    |
| 12 | 哈萨克斯坦   | 30,389        | 34,638    |
| 13 | 日本         | 28,631        | 86,196    |
| 14 | 台湾         |               | 42,767    |
| 15 | 缅甸         |               | 29,294    |
| 16 | 加拿大       |               | 26,789    |
| 17 | 斯里兰卡     |               | 25,064    |
| 18 | 香港         |               | 20,018    |
| 19 | 孟加拉国     |               | 18,340    |
| 20 | 澳大利亚     |               | 15,222    |
| 21 | 马来西亚     |               | 14,790    |
| 22 | 巴基斯坦     |               | 13,990    |
| 23 | 印度         |               | 12,929    |
| 24 | 其它         |               | 104,898   |
| -  | 合计         | 1,976,000     | 2,524,656 |

### 非韩国籍朝鲜族
从2000年代起，海外的朝鲜族开始大量移民至韩国。
这些移民者主要为来自中国和前苏联的朝鲜族，以及韩裔美国人。非韩国国籍的朝鲜族能够申请F-4签证，这可以帮助他们比其他外国人更加自由地在韩国进行工作和生活。
|    | 国籍         | 人口    |
| -- | ------------ | ------- |
| 1  | 中国         | 719,269 |
| 2  | 美国         | 45,655  |
| 3  | 乌兹别克斯坦 | 36,752  |
| 4  | 俄罗斯       | 28,020  |
| 5  | 加拿大       | 16,046  |
| 6  | 哈萨克斯坦   | 14,992  |
| 7  | 澳大利亚     | 4,783   |
| 8  | 吉尔吉斯斯坦 | 2,931   |
| 9  | 新西兰       | 2,490   |
| 10 | 其它         | 7,501   |
| -  | 合计         | 878,439 |

### 外国配偶
截至2019年为止，与韩国公民结婚的外籍配偶人数如下，该数字不包括已入籍并且获得韩国公民身份的人。
截至2019年，已有135,056名外籍配偶入籍韩国。
|    | 国籍         | 入籍总人数 | 丈夫   | 妻子    |
| -- | ------------ | ---------- | ------ | ------- |
| 1  | 中国         | 60,324     | 13,539 | 46,785  |
| 2  | 越南         | 44,172     | 2,742  | 41,430  |
| 3  | 日本         | 14,184     | 1,235  | 12,949  |
| 4  | 菲律宾       | 12,030     | 463    | 11,567  |
| 5  | 泰国         | 5,130      | 99     | 5,031   |
| 6  | 柬埔寨       | 4,641      | 369    | 4,272   |
| 7  | 美国         | 3,883      | 2,801  | 1,802   |
| 8  | 乌兹别克斯坦 | 2,688      | 141    | 2,547   |
| 9  | 蒙古         | 2,497      | 163    | 2,334   |
| 10 | 俄罗斯       | 1,668      | 119    | 1,549   |
| 11 | 台湾         | 1,394      | 116    | 1,278   |
| 12 | 加拿大       | 1,334      | 1,098  | 236     |
| 13 | 尼泊尔       | 884        | 176    | 708     |
| -  | 其它         | 11,196     | 5,870  | 5,326   |
| -  | 合计         | 166,025    | 28,931 | 137,094 |